# Джеймс Сийгъл
Джеймс Сийгъл (на английски: James Siegel) е американски писател на бестселъри в жанра трилър. Пише и под псевдонима С. К. Барнет (на английски: S. K. Barnett).

## Биография и творчество
Джеймс Сийгъл е роден на 20 април 1954 г. в Ню Йорк, САЩ. От малък чете много и мечтае да бъде писател.
Получава бакалавърска степен от колежа Йорк на Нюйоркския университет. След дипломирането си работи една година като шофьор на такси, а после постъпва в рекламната агенция BBDO в Ню Йорк, където достига до старши творчески директор и заместник-председател. Носител е на множество награди, включително три златни лъва в Кан. През 2006 г. напуска рекламната агенция и започва да участва в политическите кампании на политици от Демократическата партия на САЩ.
Започва да пише още от колежа, но ръкописите му не са публикувани. През 2001 г. е издаден първият му трилър „Епитафия“ (Epitaph). Удостоен е с награда за най-добър първи криминален роман от Асоциацията на писателите на криминални романи.
През 2002 г. е издаден трилърът му „Извън релси“. Той става бестселър и през 2005 г. е екранизиран в едноименния филм с участието на Клайв Оуен, Дженифър Анистън и Венсан Касел.
През 2021 г. е издаден романът му „В безопасност“ под псевдонима С. К. Барнет.
През 2013 г. се жени за Лаура Милър. Имат двама сина – Сандър и Закари.
Джеймс Сийгъл живее със семейството си в Лонг Айлънд.

## Произведения

### Самостоятелни романи
- Epitaph (2001)[1][2][3]
- Derailed (2002)
Извън релси, изд.: ИК „Бард“, София (2003), прев. Венцислав Божилов
- Detour (2005)
- Deceit (2006)

### Сборници
- Empathy (2017) в поредицата Thriller: Stories To Keep You Up All Night – с Джеймс Грипандо, Алекс Кава, Джон Лескроарт, Ерик Лустбадер, Дъглас Престън, и др.[1][2]

### Като С. К. Барнет

#### Самостоятелни романи
- Safe (2020)[1]
В безопасност, изд.: „Сиела“, София (2021), прев. Коста Сивов

### Екранизации
- 2005 Извън релси, Derailed – по романа
- 2007 Pachaikili Muthucharam – история
- 2009 Hope Deferred – документален, режисьор